# Hebe lycopodioides
Hebe lycopodioides é uma espécie de planta do gênero Hebe.